# Észak-Oszétia
Észak-Oszétia, (másként Észak-Oszét Köztársaság vagy Alánia, oroszul Респу́блика Се́верная Осе́тия–Ала́ния; oszétul Республикæ Цæгат Ирыстон — Алани) Oroszország egyik köztársasága az ország délnyugati részében, a Kaukázus hegység északi oldalán.
Észak-Oszétia az oszétok lakta megosztott Oszétia régió északi része. (Dél-Oszétia de jure Georgia része, de facto azonban független állam.)

## Földrajza

Észak-Oszétia

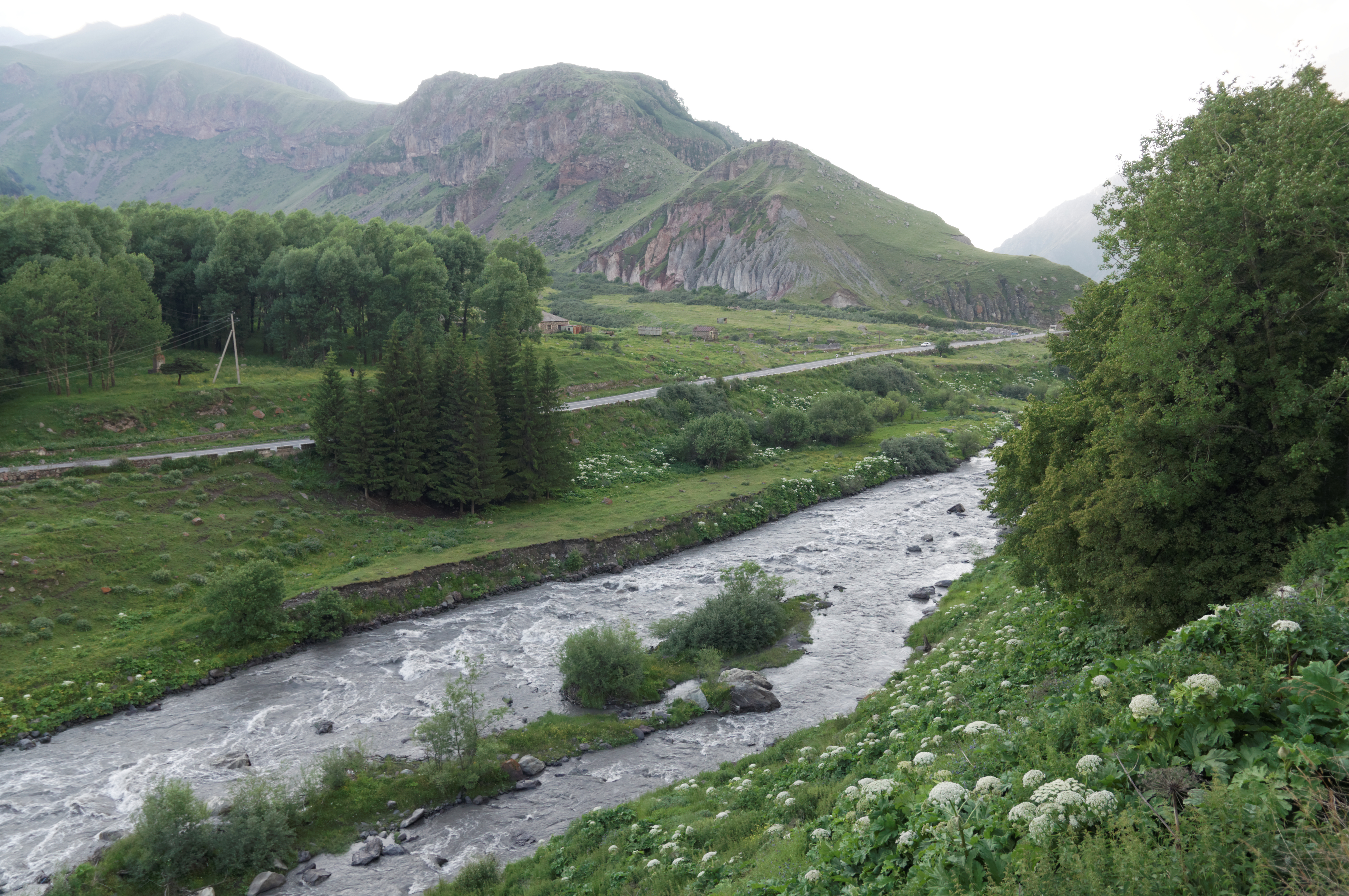
A Tyerek folyó Észak-Oszétiában

Észak-Oszétia területe valamivel kisebb, mint Bács-Kiskun vármegyéé, ezzel Oroszország harmadik legkisebb köztársasága Ingusföld és Adigeföld után.
- Maximális észak–déli távolság: 130 kilométer.
- Maximális kelet–nyugati távolság: 120 kilométer.

Nyugatról Kabard-Balkárföld, keletről Ingusföld, északról a Sztavropoli határterület, délről Dél-Oszétia és Georgia határolja. Délen a Kaukázus hegyvidéke található, északon síkság. Legnagyobb folyói a Tyerek (~600 km), az Urukh (104 km) és az Ardon (101 km) és a
A köztársaság területének kb. 22%-át erdők borítják.
Legmagasabb pontja a Kazbek (5040 méter körüli).

## Történelme
Az oszétok elődei, az alánok több mint kétezer éve lakják a területet. A középkori Alánia magába foglalta a mai Oszétia területén kívül az észak-kaukázusi térség jelentős részét. Az alánok ma élő utódai az oszétok és a jászok. Alániát a 13. században a mongol-tatár invázió söpörte el. Ettől kezdve a tatárok és a szomszédos kaukázusi népek befolyása érvényesült az oszét területeken egészen az orosz hódításig. A 17. századra az oszétok egy része áttért az iszlám vallásra, nagyobb részük azonban kitartott az ortodox kereszténység mellett.
Észak-Oszétiát 1774-től kezdte meghódítani Oroszország. A terület 1806-ra az Orosz Birodalom része lett. Az orosz befolyás kedvezett az oszét nemzeti kultúra – így az írásbeliség – fejlődésének. Ekkoriban készültek el az első nyomtatott oszét nyelvű szövegek. Az 1917-es orosz forradalom utáni oroszországi polgárháborúban az oszétok a bolsevikokat támogatták. A Szovjetunión belül, 1924-ben létrejött az Észak-Oszét Autonóm Terület, amely 1936-tól Észak-Oszét Autonóm Szovjet Szocialista Köztársasággá alakult.
1990-ben az Észak-Oszét ASZSZK vezetői kinyilvánították a köztársaság szuverenitását, majd 1991-ben az Észak-Oszét ASZSZK az Észak-Oszétia-Alánia nevet vette fel, és Oroszország autonóm tagköztársasága maradt. 1992-ben véres összetűzések voltak az oszétok és az ingusok között. Itt történt a beszláni túszdráma. 2004. szeptember 1-jén, amelynek során 32 csecsen terrorista elfoglalt egy általános iskolát, ahol éppen a tanévnyitót tartották. Több mint 1200 embert ejtettek fogságba, gyerekeket, szülőket, tanárokat. A brutális orosz szabadítási akció közben végül 379-en veszítették életüket, köztük 171 gyermek és harminc terrorista, további hétszáz túsz megsebesült.

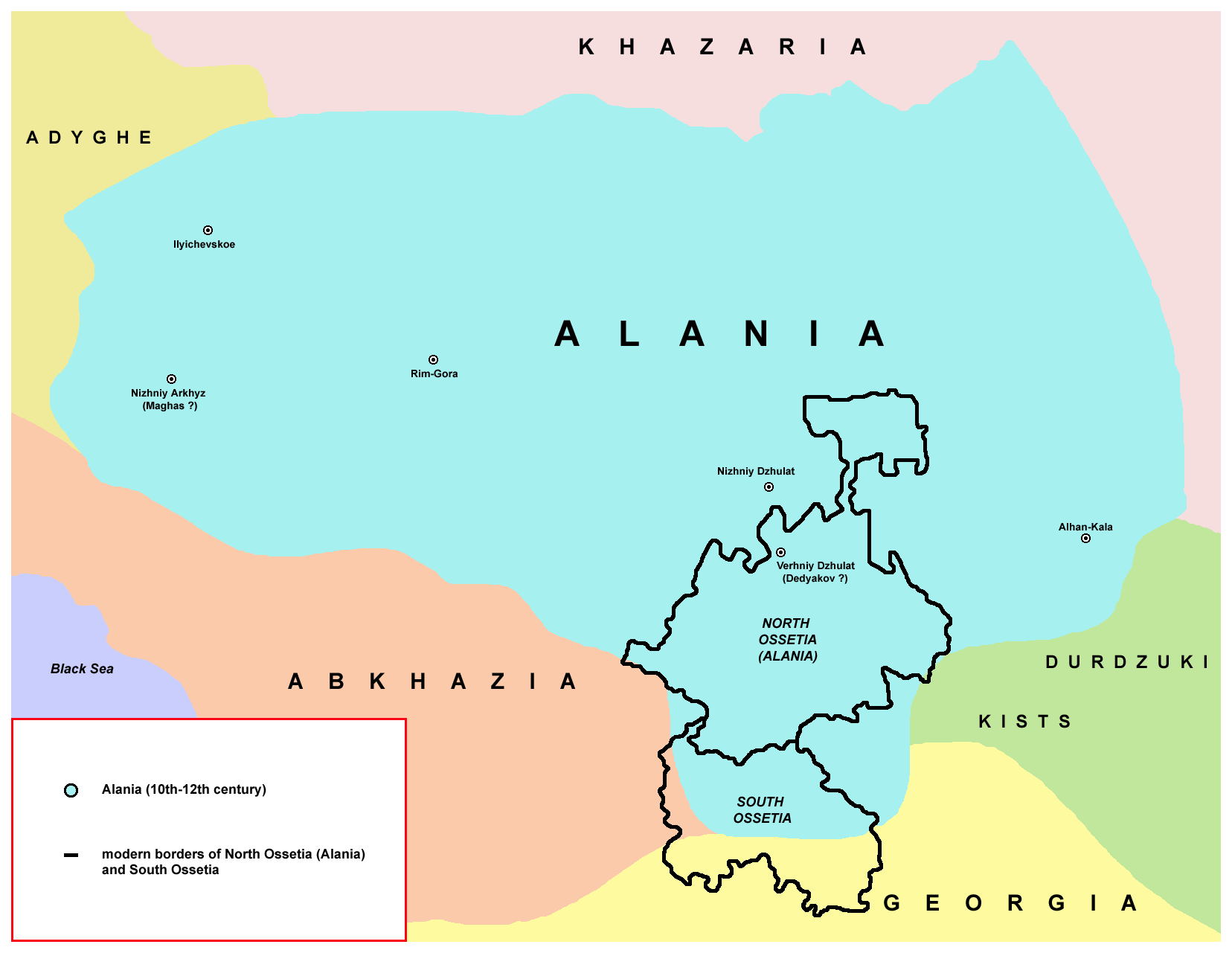
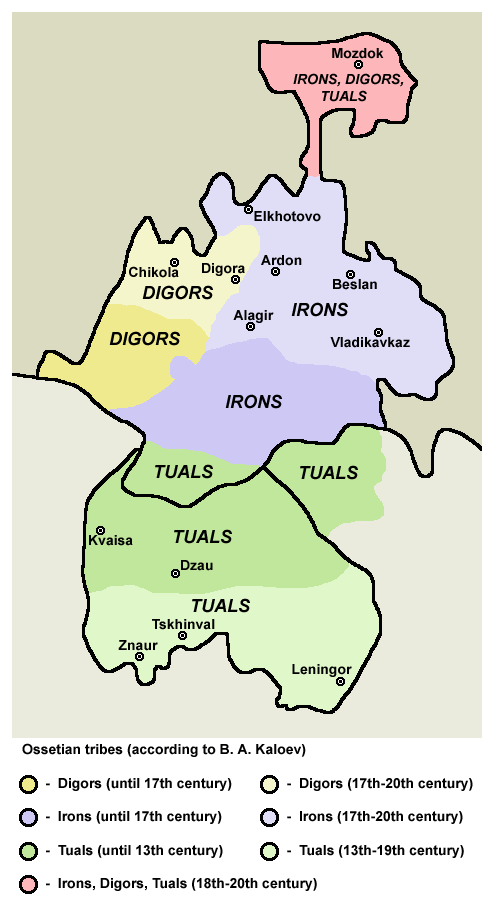

## Települések

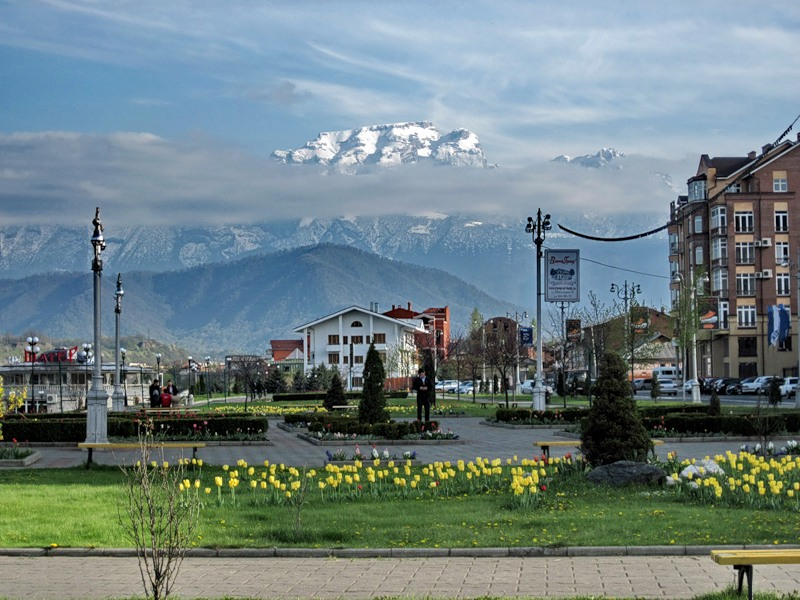
Vlagyikavkaz

Észak-Oszétiában (a 2010. évi népszámláláskor) hat város, egy városi jellegű település és 215 falusi település található, utóbbiak közül 17 lakatlan. A városi jellegű települések száma 1987-ben még hét volt, a Szovjetunió megszűnése óta azonban sokuk elvesztette e címét és faluvá degradálódott, Oroszország más területeihez hasonlóan.
A 2010. évi népszámlálás adatai szerint Észak-Oszétiában 64% a városi (városokban vagy városi jellegű településeken élő) népesség aránya. A legnagyobb falu népessége meghaladja a 12 ezer főt, és összesen 27-é éri el a háromezret, amelyek együttesen a köztársaság lakosainak 24%-a számára nyújtanak otthont. A településhálózat döntő részét azonban a legfeljebb néhány száz lakosú aprófalvak alkotják.
Észak-Oszétia városai a következők (2010. évi népességükkel):
- Vlagyikavkaz (311 693)
- Mozdok (38 768)
- Beszlan (36 728)
- Alagir (20 949)
- Ardon (Oroszország) (18 774)
- Gyigora (10 856)

A városi jellegű település:
- Zavodszkoj (16 792)

## Közigazgatás és önkormányzatok

Észak-Oszétia közigazgatási térképe

Észak-Oszétia (a 2010. évi népszámláláskor) közigazgatási szempontból 8 járásra oszlik. A 6 város közül a főváros, Vlagyikavkaz köztársasági alárendeltségű, így nem tartozik egyik járáshoz sem a hozzá beosztott Zavodszkoj városi jellegű településsel és néhány falusi településsel együtt.
Az önkormányzatok területi beosztása megegyezik a közigazgatási felosztással. A 8 járás mindegyikében járási önkormányzat működik, míg Vlagyikavkaz a hozzá beosztott településekkel együtt a járásoktól független városi körzetet alkot, melynek egyszintű önkormányzata van, egyszerre gyakorolja a járási és a községi önkormányzati hatásköröket. A járásokhoz összesen 5 városi község – ezek székhelye város – és 100 falusi község tartozik.
A járások és székhelyük:
- Alagiri járás (Alagir)
- Ardoni járás (Ardon)
- Gyigorai járás (Gyigora)
- Irafi járás (Csikola)
- Kirov járás (Elhotovo)
- Mozdoki járás (Mozdok)
- Jobbparti járás (Beszlan)
- Városkörnyéki járás (Oktyabrszkoje)

## Népesség
A 2010-es népszámlálás alapján a lakosság közel 713 ezer fő. A népességszám azóta folyamatosan csökken.

### Népességváltozás
| Lakosok száma | 703 470 | 701 765 | 697 064 | 693 098 | 678 879 |
|               | 2016    | 2018    | 2020    | 2021    | 2024    |

### Etnikumok
A 2010-es népszámlálás alapján az oszétok a köztársaság lakosságának 65,1%-át teszik ki. További jelentős csoportot az oroszok alkotnak (20,8%).
| Etnikum | 1926-os népsz.1 | 1926-os népsz.1 | 1939-es népsz. | 1939-es népsz. | 1959-es népsz. | 1959-es népsz. | 1970-es népsz. | 1970-es népsz. | 1979-es népsz. | 1979-es népsz. | 1989-es népsz. | 1989-es népsz. | 2002-es népsz. | 2002-es népsz. | 2010-es népsz.2 | 2010-es népsz.2 |
| Etnikum | szám            | %               | szám           | %              | szám           | %              | szám           | %              | szám           | %              | szám           | %              | szám           | %              | szám            | %               |
| --- | --------------- | --------------- | -------------- | -------------- | -------------- | -------------- | -------------- | -------------- | -------------- | -------------- | -------------- | -------------- | -------------- | -------------- | --------------- | --------------- |
| oszétok | 141,723         | 49.6%           | 165,616        | 50.3%          | 215,463        | 47.8%          | 269,326        | 48.7%          | 299,022        | 50.5%          | 334,876        | 53.0%          | 445,310        | 62.7%          | 459,688         | 65.1%           |
| oroszok | 68,192          | 23.8%           | 122,614        | 37.2%          | 178,654        | 39.6%          | 202,367        | 36.6%          | 200,692        | 33.9%          | 189,159        | 29.9%          | 164,734        | 23.2%          | 147,090         | 20.8%           |
| ingusok | 23,851          | 8.3%            | 6,106          | 1.9%           | 6,071          | 1.3%           | 18,387         | 3.3%           | 23,663         | 4.0%           | 32,783         | 5.2%           | 21,442         | 3.0%           | 28,336          | 4.0%            |
| örmények | 9,185           | 3.2%            | 8,932          | 2.7%           | 12,012         | 2.7%           | 13,355         | 2.4%           | 12,912         | 2.2%           | 13,619         | 2.2%           | 17,147         | 2.4%           | 16,235          | 2.3%            |
| kumikok | 3,153           | 1.1%            | 85             | 0.0%           | 3,921          | 0.9%           | 6,363          | 1.2%           | 7,610          | 1.3%           | 9,478          | 1.5%           | 12,659         | 1.8%           | 16,092          | 2.3%            |
| grúzok | 6,057           | 2.1%            | 6,312          | 1.9%           | 8,160          | 1.8%           | 10,323         | 1.9%           | 11,347         | 1.9%           | 12,284         | 1.9%           | 10,803         | 1.5%           | 9,095           | 1.3%            |
| ukránok | 19,101          | 6.7%            | 7,063          | 2.1%           | 9,362          | 2.1%           | 9,250          | 1.7%           | 10,574         | 1.8%           | 10,088         | 1.6%           | 5,198          | 0.7%           | 3,251           | 0.4%            |
| más | 14,690          | 5.1%            | 12,477         | 3.8%           | 16,938         | 3.8%           | 23,210         | 4.2%           | 26,182         | 4.4%           | 30,141         | 4.8%           | 32,982         | 4.6%           | 26,636          | 3.8%            |
| 1 Az 1926-os népszámlálás eredményei a jelenlegi területre vonatkoznak, amely az észak-oszét AO, Vlagyikavkaz város és a szomszédos területek kombinációja. 2 |                 |                 |                |                |                |                |                |                |                |                |                |                |                |                |                 |                 |

### Nyelvek
Észak-Oszétiában két hivatalos nyelv van: az oszét és az orosz. Az oszét nyelv egy indoeurópai nyelv, amely a kelet-iráni csoporthoz tartozik.

### Vallás
Észak-Oszétia lakosságának többsége az orosz ortodox egyházhoz tartozó keresztény, de van egy oszét nyelvű muszlim kisebbség is.

## Galéria

Képek
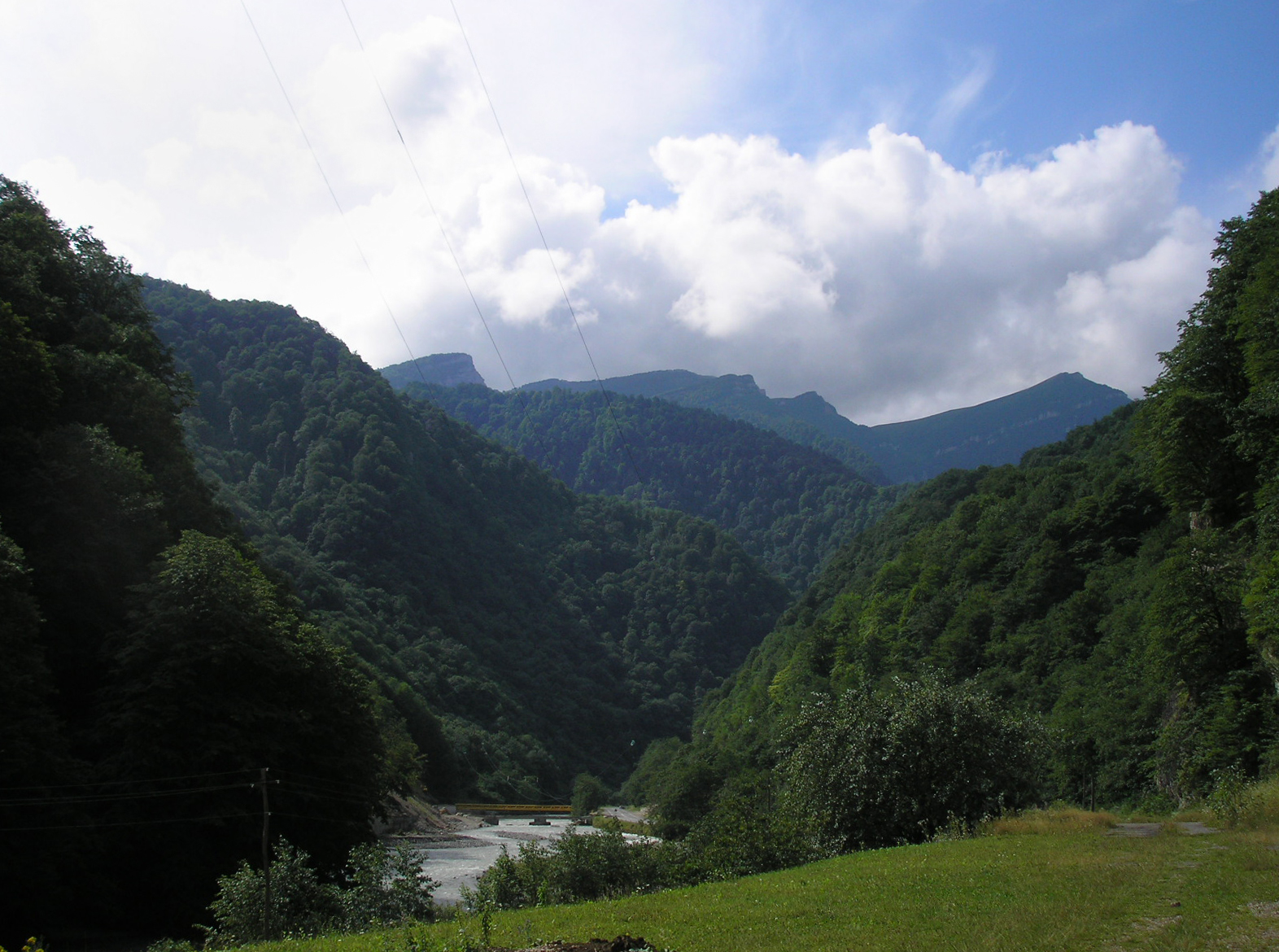
Az Alagir ("Ardon") szurdok.
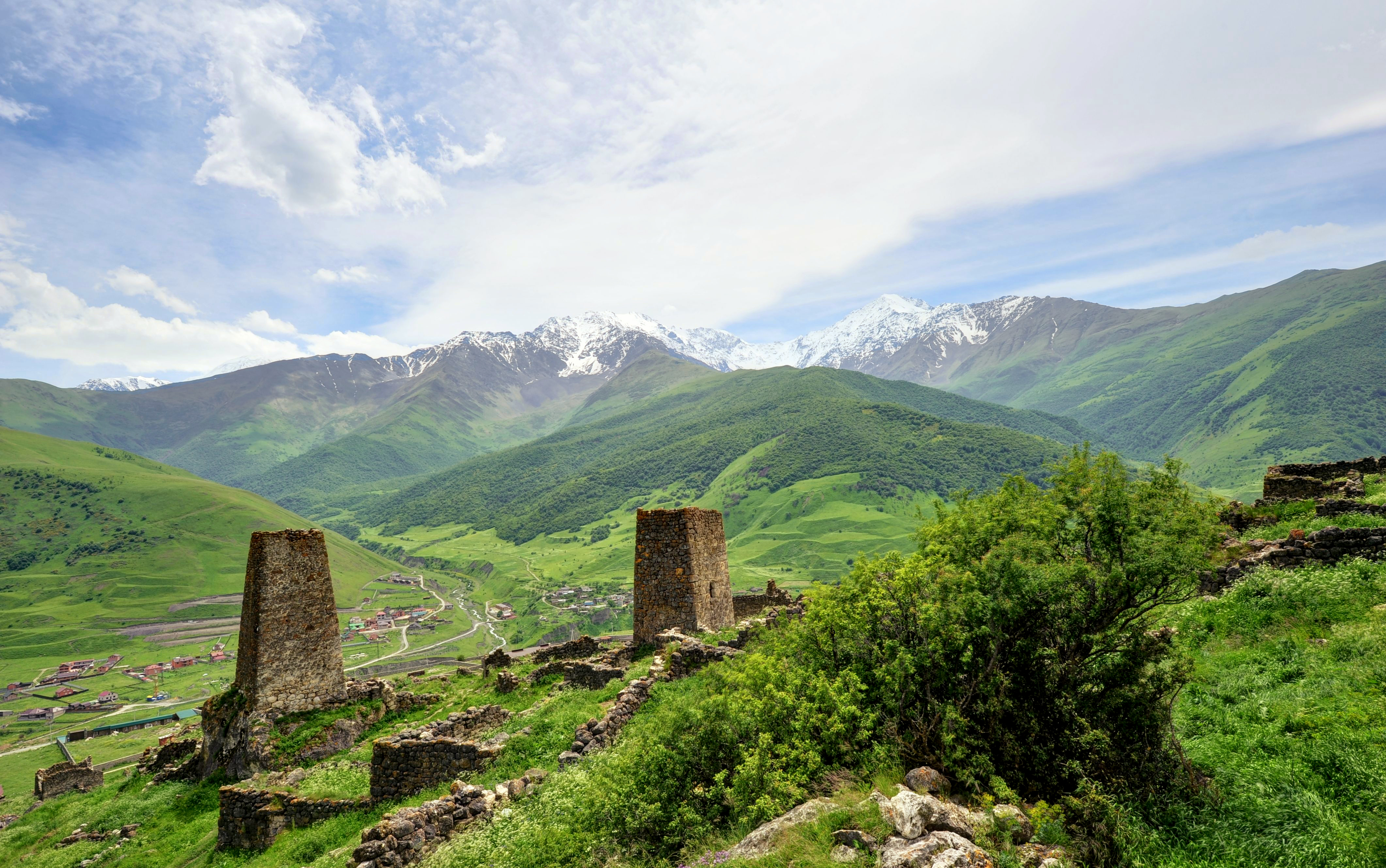
A Kurtat-völgy
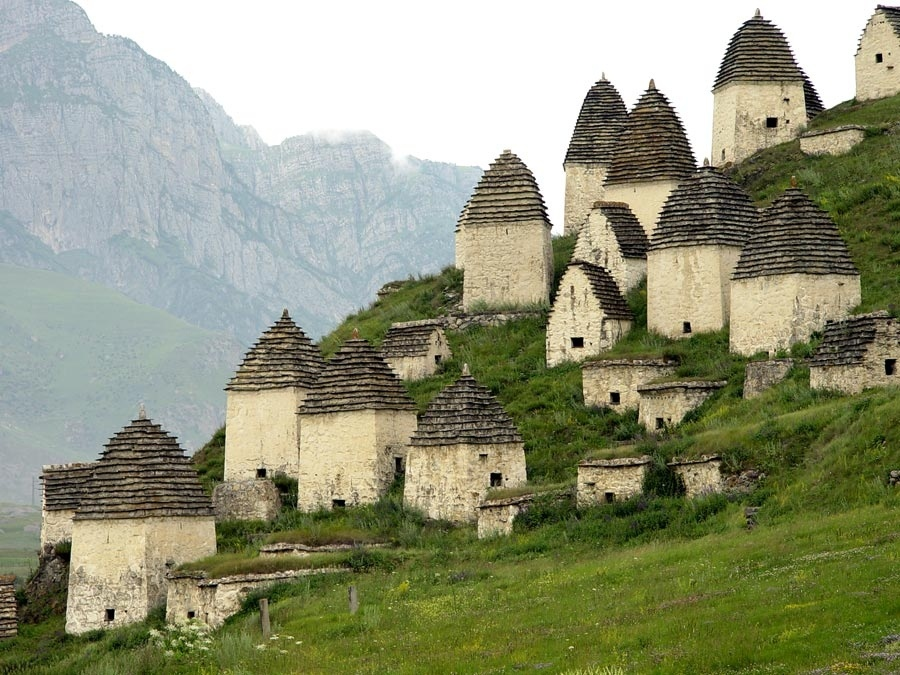
Nekropolisz Dargavs falu közelében
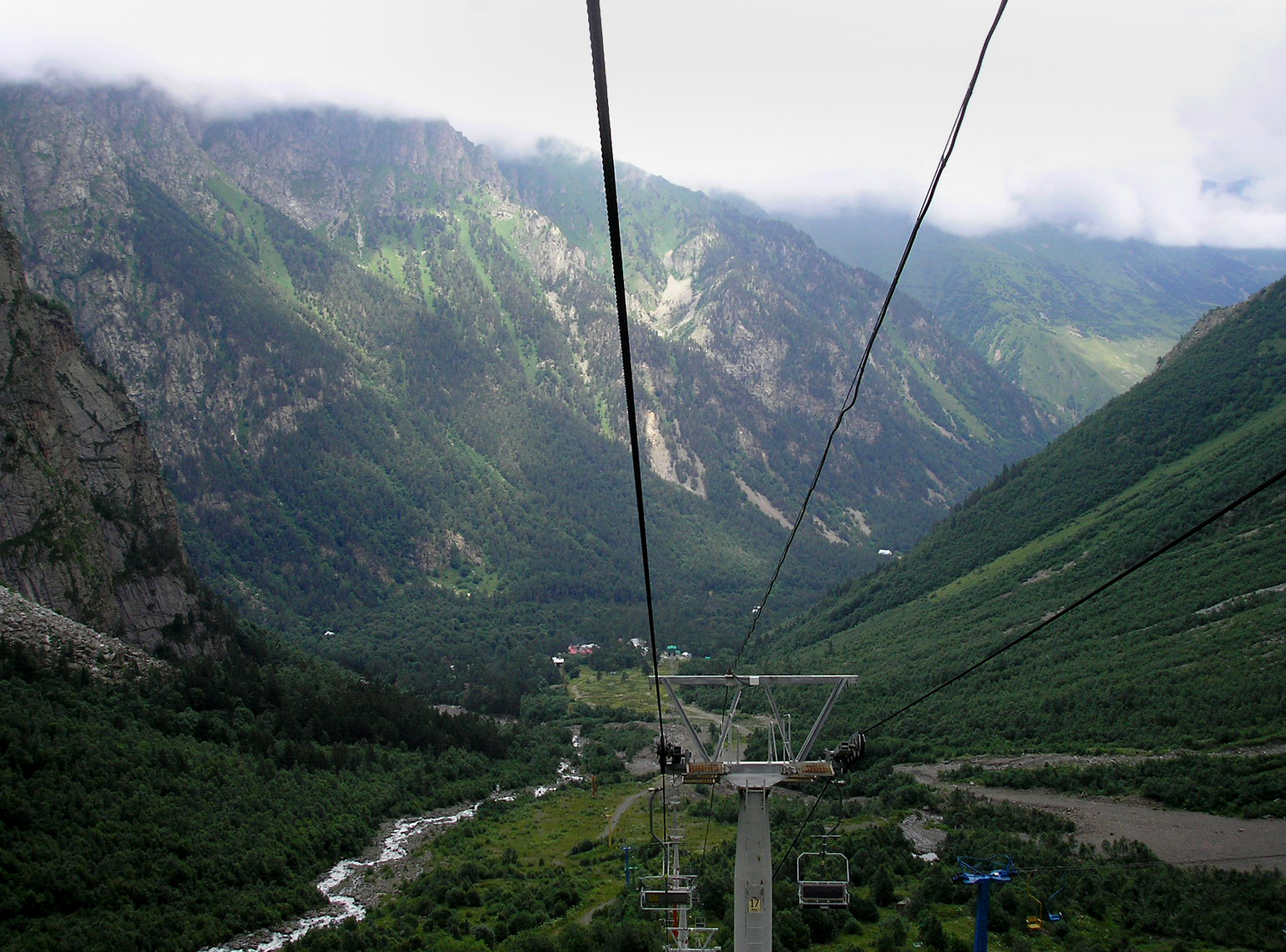
Drótkötélpálya a Tsey-szorosban
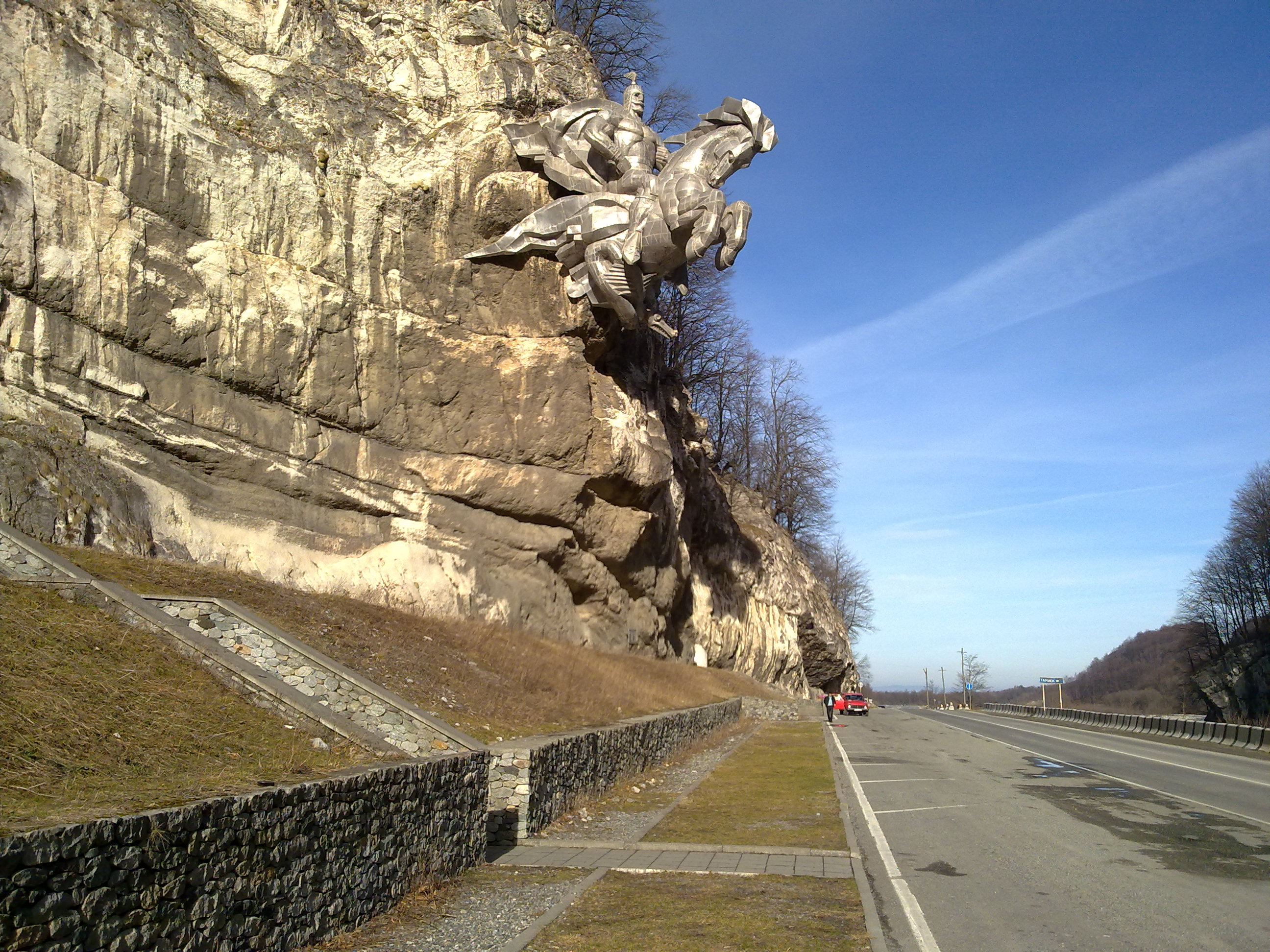
Szobor Uastirdzsi (az oszétok hagyományos vallásának hőse) tiszteletére
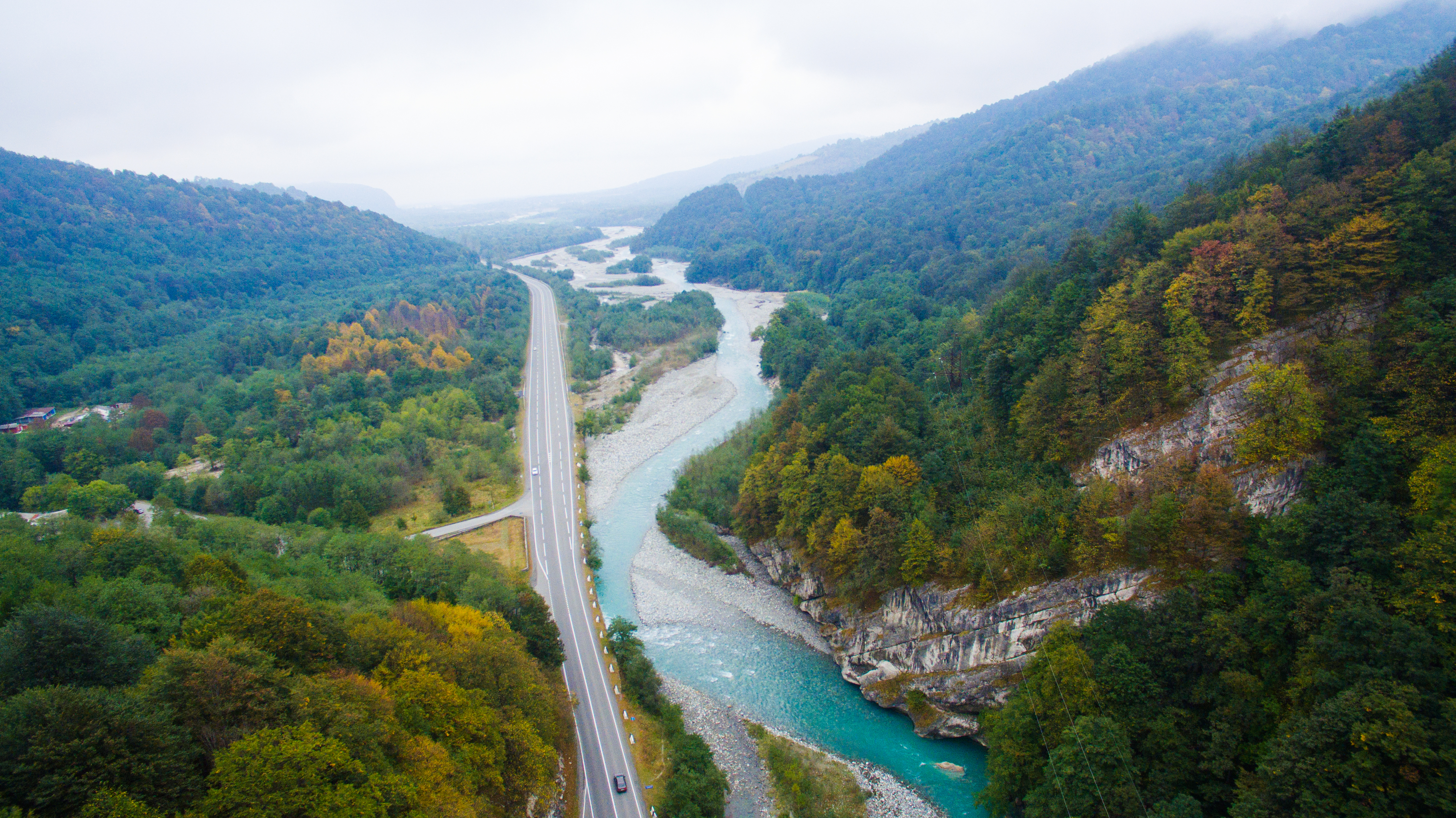
A "Transzkam" főútvonal (2017)